# Пожежа на нафтовій платформі Piper Alpha

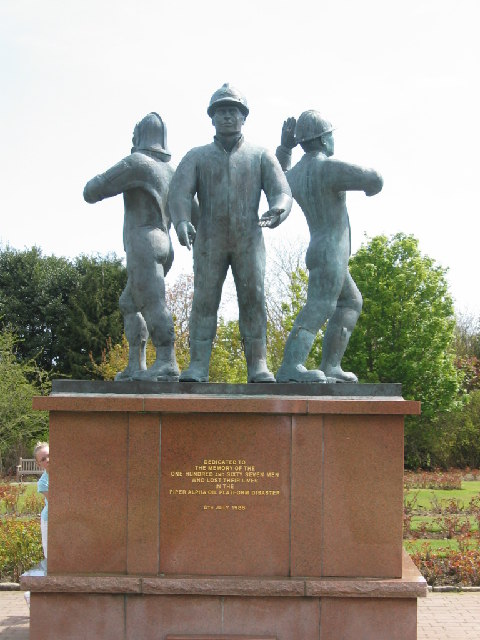
Меморіал у Hazlehead Park, Абердін, Шотландія

Пожежа на нафтовій платформі «Piper Alpha» — пожежа на добувній платформі «Piper Alpha» в Північному морі, що сталася 6 липня 1988 року, і в результаті якої загинуло 167 людей.

## Передумови
Нафтова платформа «Piper Alpha», розташована на шельфі Північного моря в 196 км від Абердіна, була побудована в 1975 рік, видобуток нафти стартував в 1976 році.

Платформа виявилася надзвичайно продуктивною, і коли оператор, Occidental, запросив дозвіл на збільшення ставок, дозвіл було надано за умови, що газ також має бути експортований замість того, щоб розганятися.

У грудні 1978 року було модернізовано установку з переробки газу, і було розпочато експорт газу. Після видалення води та сірководню в молекулярних ситах газ стискали і потім охолоджували шляхом розширення. Тяжкі фракції газу конденсувалися у вигляді рідини, а решта газу (в основному метан) продовжувала експортуватися. Конденсат збирали у великій ємності, з'єднаній з двома паралельними насосами конденсату (робочим та резервним) і закачували в нафту для експорту у Флотту. Було два режими роботи. За першого надлишковий газ розганявся, за другого — експортувався. Платформа працювала у другому режимі. За три дні до катастрофи молекулярні сита вивели з експлуатації для поточного обслуговування. Потім установки для обробки газу та конденсату були перекомпоновані таким чином, щоб Piper Alpha могла працювати у першому режимі. Конденсат, як і раніше, був видалений з газу і введений у лінію експорту нафти. Метан, обсяг якого потрібний для роботи турбогенераторів та системи газліфта на Piper, виходив в атмосферу.

## Катастрофа
6 липня 1988 ріка на нафтовій платформі Piper Alpha, що знаходилася в Північному морі, трапилася найбільша катастрофа в історії цієї галузі. В результаті витоку газу і подальшого вибуху, а також внаслідок непродуманих і нерішучих дій персоналу загинуло 167 людей з 226 платформ, що знаходилися на той момент, тільки 59 залишилося в живих. Відразу ж після вибуху на платформі було припинено видобуток нафти і газу, проте у зв'язку з тим, що трубопровід платформи були підключені до загальної мережі, по якій йшли вуглеводні з інших платформ, а на тих видобуток і подачу нафти і газу до трубопровід довгий час не наважувалися зупинити, величезна кількість вуглеводнів продовжила надходити трубопроводами, що підтримувало пожежу.

## Завдані збитки
Нафтова платформа належала компанії Occidental Petroleum.
Усі застраховані втрати склали близько 3,4 млрд дол. США (£1.7 млрд.) На сьогоднішній день це є найгіршою світовою катастрофою в нафтовій галузі з погляду людських життів та втрати впливу в галузі. У момент аварії на платформи припадало близько десяти відсотків від усього видобутку нафти та газу у Північному морі.

## Пам'ять

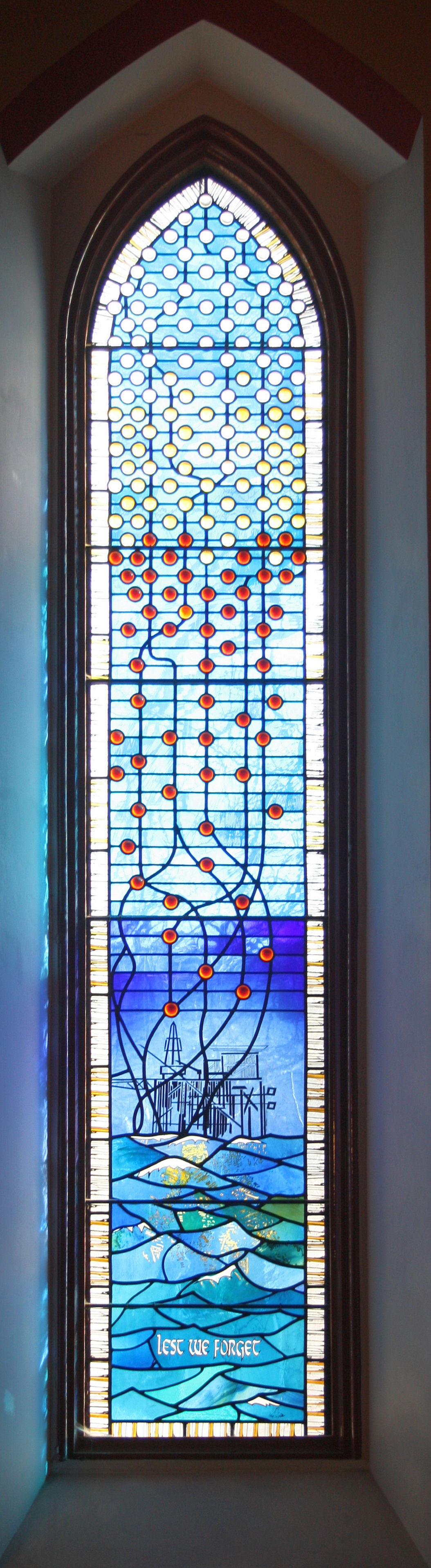
Вікно у церкві Святого Миколая присвячене трагедії.

У церкві Святого Миколая на Union Street у місті Абердін розміщена каплиця на згадку про загиблих; встановлена меморіальна скульптура в саду троянд в парку Hazlehead. З-поміж загиблих одна людина так і не була знайдена.

## Культурні аспекти
- Катастрофа була показана в документальному серіалі «Секунди до катастрофи» в епізоді Вибух у Північному морі.

## Інтернет-ресурси
- Oil and Gas Resources of the United Kingdom Volume 2 1998 — DTI publication (2005 archive)
- On This Day — BBC News article (6 July 1988)
- Piper Alpha disaster — on Education Scotland website (2013 archive)